# Roc la Tour

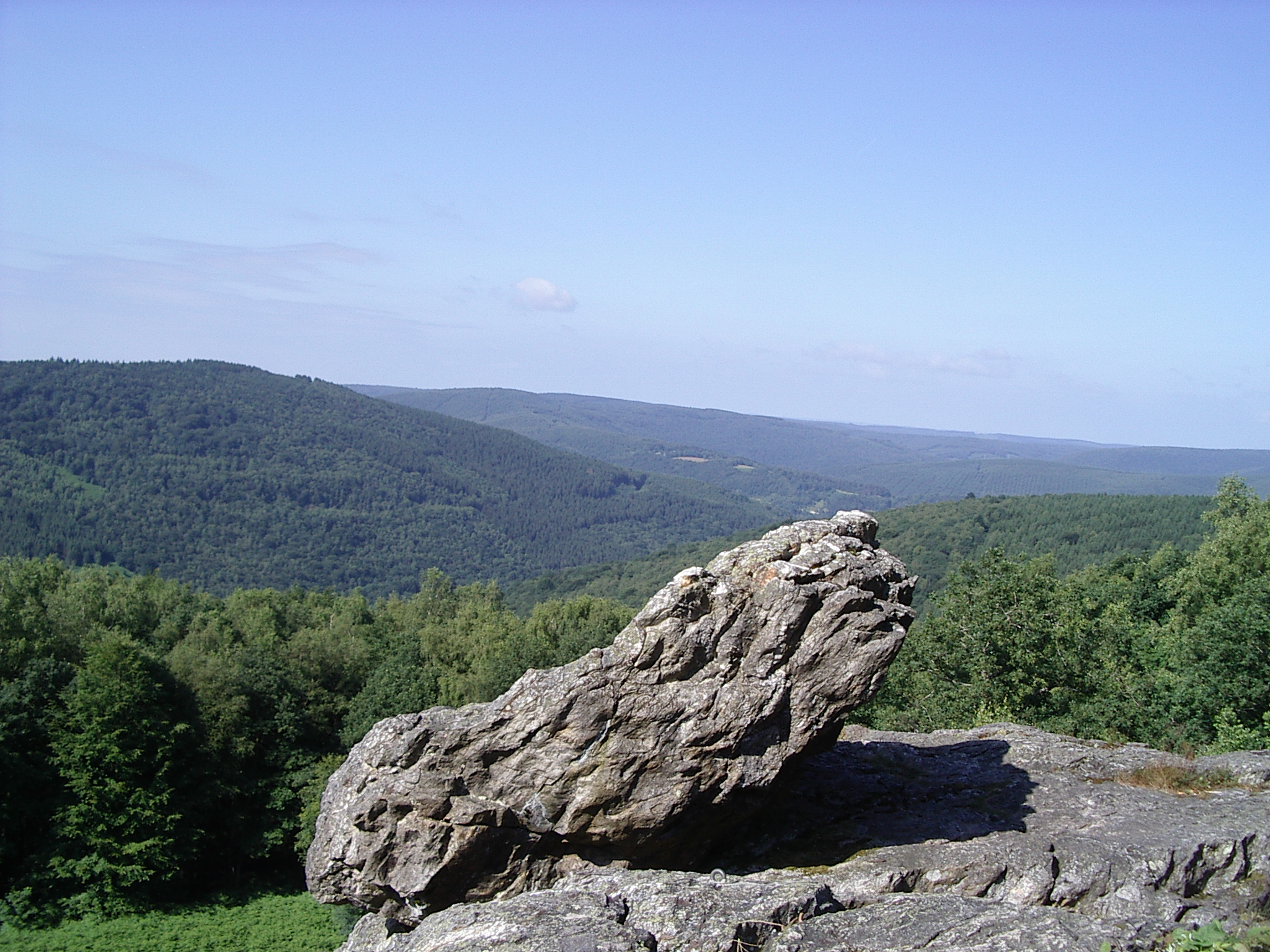
Roc La Tour

Roc la Tour is een rotsformatie in het Franse Regionaal natuurpark van de Ardennen in de Franse Ardennen op 400 meter hoogte in het bos van Chateau-Regnault. De plek bestaat uit een opeenhoping van kwartsiet rotsblokken.
Archeologische vondsten van de plek konden gedateerd worden als afkomstig uit het Magdalénien en het Mesolithicum.
Aan de rotsformatie is een legende verbonden. Ze zou het overblijfsel zijn van een kasteel van de duivel. Een man wilde indruk maken op zijn geliefde en verkocht zijn ziel aan de duivel op voorwaarde dat deze in èèn nacht een kasteel voor hem zou bouwen. Een haan kraaide echter lang voordat het kasteel klaar was, de duivel werd daarop woedend en vernielde het kasteel. De rotsblokken bleven over als restant.